# چک‌های صخره‌ای
چک‌های صخره‌ای (نام علمی: Thamnolaea)، یک سرده کوچک از پرندگان گنجشک‌سان در خانواده مگس‌گیران جهان قدیم (Muscicapidae) است که از دو گونه نزدیک به هم مرتبط است. آنها بومی جنوب صحرای آفریقا هستند، جایی که به صورت جفت‌های تک‌همسر و سرزمینی در امتداد برجستگی‌های کم‌درخت، در تک‌صخرهها و در نواحی پرتگاه دیده می‌شوند. آنها به‌طور معمول دم را بلند می‌کنند و باد می‌زنند و صدای جیرجیر و روان دارند. آنها همچنین به گونه‌های دیگر پرندگان پاسخ آوایی دوسویه می‌دهند یا تقلید مستقل می‌کنند. لانه‌سازی در آغاز تابستان انجام می‌شود و مواد لانه‌سازی خود را اغلب در لانه‌های گلوله گلی قدیمی چلچله‌های Cecropis می‌گذارند. دسته‌تخم متشکل از سه تخم خالدار قهوه‌ای تنها توسط ماده جوجه‌کشی می‌شود. گوناگونی پرهای جغرافیایی در هر دو گونه دیده می‌شود. Monticola semirufus که به‌طور مشابه پر شده‌است، دیگر در این سرده جای نمی‌گیرد.

## گونه‌ها
این سرده دارای گونه‌های زیر است:
| تصویر | نام علمی                     | نام متداول           | توزیع                                                                                            |
| ----- | ---------------------------- | -------------------- | ------------------------------------------------------------------------------------------------ |
|       | Thamnolaea cinnamomeiventris | چک صخره‌ای شکم‌دارچینی | برجستگی‌ها و تک‌صخره‌های شرق و جنوب آفریقا.                                                         |
|       | Thamnolaea coronata          | چک صخره‌ای تاج‌سفید    | inselbergs و ارتفاعات غرب آفریقا (گاهی به عنوان زیرگونه T. cinnamomeiventris در نظر گرفته می‌شود) |